# Miłogoszcz (gromada)
Miłogoszcz – dawna gromada, czyli najmniejsza jednostka podziału terytorialnego Polskiej Rzeczypospolitej Ludowej w latach 1954–1972.
Gromady, z gromadzkimi radami narodowymi (GRN) jako organami władzy najniższego stopnia na wsi, funkcjonowały od reformy reorganizującej administrację wiejską przeprowadzonej jesienią 1954 do momentu ich zniesienia z dniem 1 stycznia 1973, tym samym wypierając organizację gminną w latach 1954–1972.
Gromadę Miłogoszcz z siedzibą GRN w Miłogoszczy utworzono – jako jedną z 8759 gromad na obszarze Polski – w powiecie koszalińskim w woj. koszalińskim na mocy uchwały nr 43/54 WRN w Koszalinie z dnia 5 października 1954. W skład jednostki weszły obszary dotychczasowych gromad Miłogoszcz, Gąski i Śmiechów ze zniesionej gminy Śmiechów w tymże powiecie. Dla gromadyustalono 13 członków gromadzkiej rady narodowej.
1 stycznia 1958 do gromady Miłogoszcz włączono obszar zniesionej gromady Tymień (oprócz wsi Strachomino, Gwizd i Wieniołowo) w tymże powiecie.
31 grudnia 1961 do gromady Miłogoszcz włączono obszar gruntów PGR Łopienica (45 ha) z gromady Ustronie Morskie w powiecie kołobrzeskim w tymże województwie.
31 grudnia 1968 gromadę Miłogoszcz zniesiono, a jej obszar włączono do gromady Dobrzyca w tymże powiecie.